# Perzekuce lidí s albinismem
Pronásledování lidí s albinismem (někdy zkráceně PWA) je založeno na přesvědčení, že určité části těla lidí s albinismem mohou mít magickou sílu. Takové pověry jsou přítomny zejména na některých územích u Afrických Velkých Jezer. Osoby, které pronásledují albíny, potom části jejich těla prodávají na černém trhu a zpracovávají následně na různé rituální předměty. Ve 21. století k pronásledování docházelo především v Tanzanii, a občasně také i v Keni, Burundi, demokratické republice Kongo a Ghaně.
V roce 2009 tanzanský premiér Mizengo Pinda vyhlásil válku lovcům albínů a trhu s částmi lidských těl.
Zpráva ze dne 1. dubna 2014 vydaná kanceláří kanadské charitativní organizace Under the Same Sun nazvaná "Hlášené útoky na osoby s albinismem" informuje o stavu ve 180 zemích a obsahuje seznam 129 nedávných vražd a 181 dalších útoků, a to vše v rámci 23 afrických zemí. Tyto útoky zahrnují zmrzačení, násilí, ničení hrobů i případy, lidí s albinismem žádajících o azyl.